# زمین‌لرزه ۱۹۵۵ فیلیپین
زمین‌لرزه فیلیپین  در تاریخ ۳۱ مارس ۱۹۵۵ میلادی، برابر با ‎۱۰ فروردین ۱۳۳۴، ساعت ۱۸:۱۷:۱۹ به زمان یوتی‌سی در فیلیپین رخ داد. ژرفای این زلزله ۹۶ کیلومتر بود. بزرگی آن ۷٫۳ در مقیاس mB اعلام شده‌است. زمین‌لرزه به وقت محلی در روز جمعه، ساعت ۲ روی داده و منطقه زمانی آن یوتی‌سی +۸ بوده‌است .
سازمان زمین‌شناسی آمریکا نیز جای این زمین‌لرزه را در مختصات ۸°۰۶′شمالی ۱۲۳°۱۲′شرقی / ۸٫۱°شمالی ۱۲۳٫۲°شرقی و بزرگی آنرا برابر با ۷٫۶ در مقیاس ریشتر اعلام کرده‌است. ژرفای گزارش شده از سوی این سازمان ۹۶ کیلومتر می‌باشد.
شمار کشتگان زلزله حدود ۴۶۵ نفر بوده‌است.